# 博略 (阿尔代什省)
博略（法語：Beaulieu，法語發音：[boljø] ⓘ）是法国阿尔代什省的一个市镇，属于拉让蒂耶尔区。

## 地理
博略（44°21'39"N, 4°14'1"E）面积25.47 平方千米，位于法国奥弗涅-罗讷-阿尔卑斯大区阿尔代什省，该省份为法国东南部内陆省份，北起顺时针与卢瓦尔省、伊泽尔省、德龙省、沃克吕兹省、加尔省、洛泽尔省和上盧瓦爾省接壤。
与博略接壤的市镇（或旧市镇、城区）包括：贝里亚斯和卡斯泰尔若、贝萨斯、尚多拉斯、格罗皮埃尔、圣安德烈-德克吕济耶尔、圣索沃尔-德克吕济耶尔。

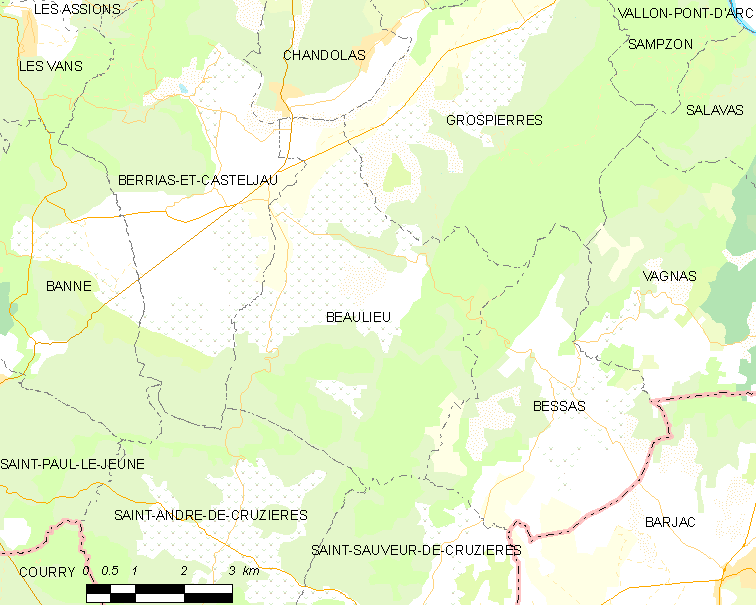
的OSM定位图

博略的时区为UTC+01:00、UTC+02:00（夏令时）。

## 行政
博略的邮政编码为07460，INSEE市镇编码为07028。

## 政治
博略所属的省级选区为阿尔代什塞文县。

## 人口

1962-2008年间人口变化图示

博略于2022年1月1日时的人口数量为538人。